# Esztergomi Hittudományi Főiskola

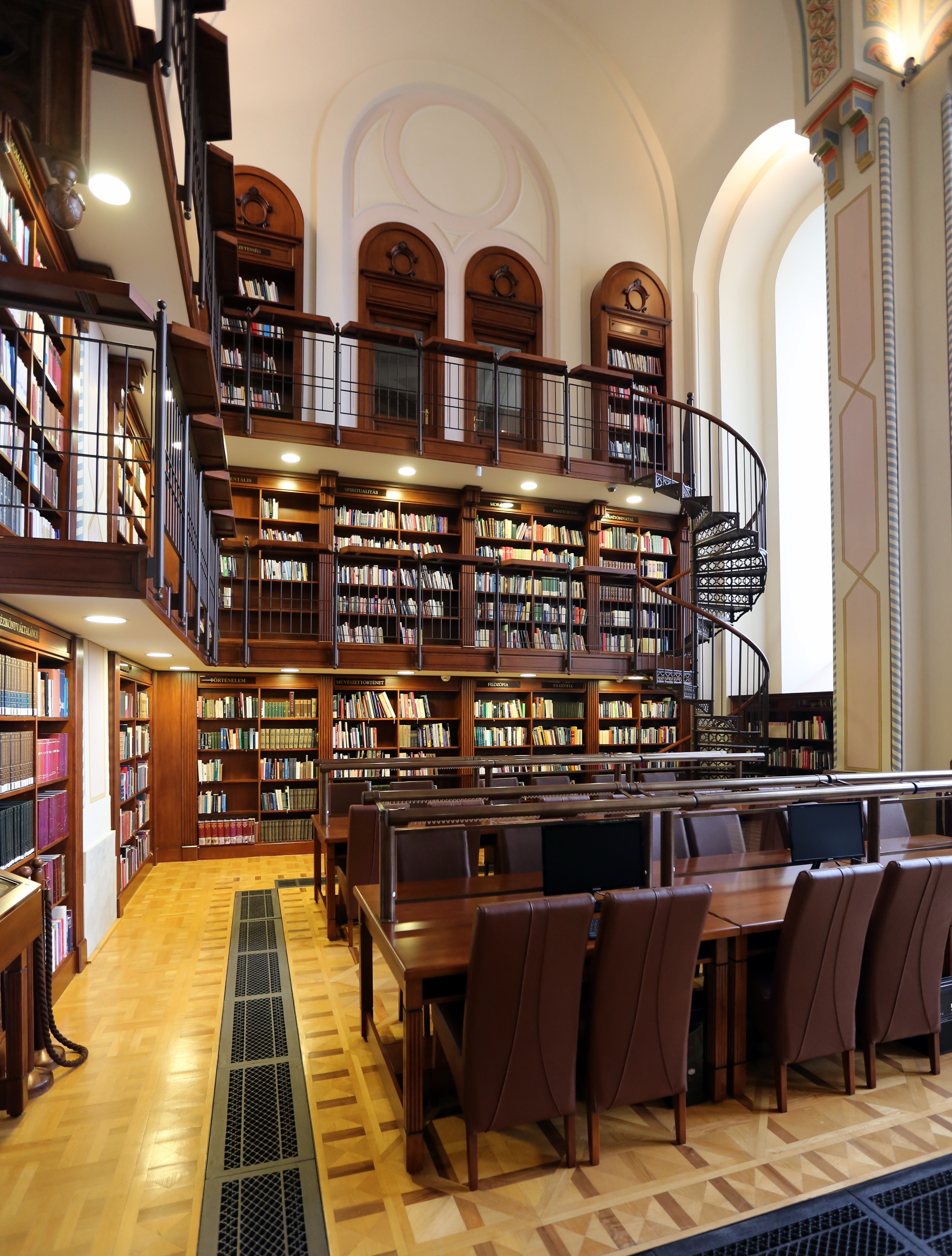
Az intézmény könyvtára, amely kb. 6000 muzeális tételt őriz 80 000-es állományában

Az Esztergomi Hittudományi Főiskola a római katolikus egyház felsőoktatási intézménye.

## Története
Az Oláh Miklós (esztergomi érsek) által 1566-ban Nagyszombatban 
alapított papnevelde 1820-ban áttelepült Esztergomba, ahol 1865-től a mai épületében működik, amelyet 1955–1990 között a Munkás-paraszt Vörös Hadsereg bitorolt. A római katolikus egyház 1993-ban visszakapta, majd 2003 és 2006 között restaurálták. A HUNTÉKA rendszerrel működtetett könyvtár könyvállománya 80 ezer kötet, amelyből 6000 muzeális darab.

## Képzések

### Alapképzés
- Katekéta-lelkipásztori munkatárs

### Osztatlan képzés
- Teológia (katolikus teológia (lelkipásztor))

## Osztatlan teológia mesterszak
Az egyetem teológia mesterszakán (5 és 6 éves MA) nappali tagozatos képzés folyik elsősorban azon papnövendékek számára, akik az esztergomi Érseki Papnevelő Intézet hallgatói.
A papi hivatásra készülőknek a főiskola saját felvételit nem tart, plébánosuk vagy lelki vezetőjük ajánlásával a megyés püspöküknél kell jelentkezniük.
Az Esztergom-Budapesti főegyházmegye kispapjain kívül az intézmény fogadja más magyarországi és a szomszédos országok egyházmegyéinek magyar papnövendékeit is.
A főiskola egyben a Pázmány Péter Katolikus Egyetem Hittudományi Karának filiáléja is, így az itteni osztatlan teológia mesterszak elvégzésével lehetőség van a PPKE-HTK által kiadott baccalaureátusi fokozat megszerzésére is.
Nappali osztatlan képzés: katolikus teológia (lelkipásztor szakirány).
Levelező alapképzés: katekéta-lelkipásztori munkatárs.

## Oktatók
A főiskola nagykancellárja: dr. Erdő Péter bíboros, prímás, esztergom-budapesti érsek.

### Osztatlan teológia mesterszak főállású oktatói
- Ádám Miklós továbbképzési referens: biblikum, görög, héber
- Dr. Csépányi Gábor spirituális (Érseki Papnevelő Intézet), hivatásgondozó referens, lelkiségteológia, próbaprédikáció, lelkivezetés, kazuisztika
- Dr. Frankó Tamás főiskolai rektor, bírósági helynök, címzetes apát: kánonjog, bevezetés Krisztus misztériumába, közigazgatás
- Dr. habil. Kovács Zoltán rektor (Érseki Papnevelő Intézet), kanonok: dogmatika
- Dr. habil. Török Csaba plébániai kormányzó, az MKPK tévéreferense, c. prépost: fundamentális teológia, metodológia, metafizika, kozmológia
- Dr. Válóczy József plébános: filozófiatörténet, önismeret, etika, kritika, theodícea, esztétika, logika

### Osztatlan teológia mesterképzés óraadó tanárai
- Baranyainé Kontsek Ildikó	művészettörténész, az esztergomi Keresztény Múzeum igazgatója: ars sacra
- Blanckenstein Miklós	plébános, pasztorális helynök, kanonok: pasztorális
- Darvas Mátyás	középiskolai tanár: latin nyelv
- Fejes Csaba prefektus (Érseki Papnevelő Intézet): homiletika
- Dr. Gájer László tanszékvezető (PPKE-HTK): kozmológia
- Dr. Györök Tibor plébániai kormányzó: patrológia, dogmatörténet
- Dr. Harmai Gábor plébános: egyháztörténelem
- Heer Lajos Szent István Strandfürdő: testnevelés
- Karainé Dr. Gombocz Orsolya	egyetemi docens (PPKE-BTK): pedagógia
- Kelemen Imre	plébános, c. prépost: liturgika, gyakorlati liturgika
- Dr. Monostori László	plébániai kormányzó, esperes: erkölcsteológia, egyház és társadalom
- Müller László	középiskolai tanár: magyar nyelv és irodalom
- Pálmai Árpád	énekművész, karnagy: ének, cantus
- Dr. Serfőző Levente	prefektus (Szent Gellért Szeimárium), oktatási püspöki helynök: kateketika